# Stanislav Semcînskîi
Stanislav Volodîmîrovîci Semcînskîi (în ucraineană Станіслав Володимирович Семчинський; n. 2 mai 1931, Achmanghit, județul Cetatea Albă, Regatul României – d. 16 decembrie 1999, Kiev) a fost un filolog sovietic și ucrаinean, șef al catedrei de filologie generală și clasică de la Universitatea „Taras Șevcenko” din Kiev, profesor emerit al Universității din Kiev.

## Biografie și opera
S.V. Semcînskîi este discipolul filologului A.A. Belețki. A avut preocupări de contacte lingvistice, balcanistică, filologie romanică, lingvistică generală și comparată, filologie clasică, slavistică, semantică, semiotică, cultura discursului și a vorbirii, istorie și literatură. Autor al teoriei interferenței (Lucrare de doctorat, 1973). A făcut traduceri din limba română. Câteva dintre cursurile și manualele lui au fost reeditate în mai multe rânduri. Este oponentul moldovenismului.

## Traduceri
- Mircea Eliade: „Гадальщик на камнях”, „Двенадцать тысяч голов крупного рогатого скота” și „На улице Мынтуляса” („Ghicitor în pietre”, „Douăsprezece mii de capete de vite” și „Pe strada Mântuleasa...”), în vol. Генеральские мундиры, Editura Nika-Țentr, Kiev, 2000.[1]
- Mihail Sadoveanu: Нікоаре Поткоаве (Nicoară Potcoavă), Derjlitvidav, Kiev, 1957.